# Lockyer Creek
Der Lockyer Creek ist ein Fluss im Lockyer Valley in South East Queensland in Australien.

## Name
Der Fluss ist nach dem britischen Soldaten Edmund Lockyer benannt.

## Geographie

### Verlauf
Er mündet einige Kilometer nordnordöstlich von Lowood, unterhalb des Wivenhoe Dam, in den Brisbane River.

### Einzugsgebiet
Das Einzugsgebiet umfasst 3032 Quadratkilometer. Der Fluss entwässert einen Teil der westlichen Scenic Rim. Das Quellgebiet des Flusses liegt in der Main Range, einem kleinen Bereich der Great Dividing Range. Ein großer Teil der Flussauen wurde in Ackerland umgewandelt, doch Teile des Oberlaufes sind noch stark mit der ursprünglichen Vegetation bewachsen. Buschfeuer, der Schutz des Bodens, die Wasserqualität und der Hochwasserschutz sind die größten Probleme am Lauf des Gewässers.
Während der letzten Trockenheitsperioden in Australien gehörte das Tal des Lockyer Creeks zu den trockensten Einzugsgebieten in Queensland. Ab Ende 2010 fielen in Queensland ausgedehnte Niederschläge, und am 10./11. Januar 2011 kam es zu einer Sturzflut am Lockyer Creek mit mehreren Toten.

### Nebenflüsse
Zu den Nebenflüssen des Lockyer Creeks gehören Flagstone Creek, Sandy Creek, Alice Creek, Laidley Creek, Tenthill Creek, Murphys Creek und Ma Ma Creek.

### Stauseen
Es gibt im Einzugsgebiet neun größere Stauseen, unter ihnen die Seen am Atkinson Dam und am Bill Gunn Dam sowie Lake Clarendon.

## Brücken
Die von William Pagan entworfene Lockyer Creek Bridge in Guinn Park ist eine der größten ihres Types in Queensland und eine der ersten Eisenbahn-Bogenbrücken aus Stahlbeton in Australien. Die 1911 erbaute Brücke ist auf einer Briefmarke abgebildet, die Teil der 2004 veröffentlichten Briefmarkenserie Landmark Bridges war, deren Motive Meilensteine im australischen Brückenbau darstellen. Die Brücke wurde wegen ihrer architektonischen Bedeutung in das Queensland Heritage Register aufgenommen. Eine andere Brücke derselben Bahnstrecke überquert den Lockyer Creek näher zu Gatton und wurde 1903 erbaut.